# 商圏
商圏（しょうけん）は、ある商店や商店街の顧客の居場所が分布する地理的な範囲。
商圏の中心から辺縁部までの距離を商圏距離、その施設を利用しているか否かに関わらず商圏内の全人口を商圏人口という。

## 概説
| コンビニエンスストアと百貨店では商圏が異なる。コンビニの商圏は通常、徒歩2-5分、半径わずか数百メートル。百貨店のほうは通常、半径10-20 キロメートル程度。 |  | コンビニエンスストアと百貨店では商圏が異なる。コンビニの商圏は通常、徒歩2-5分、半径わずか数百メートル。百貨店のほうは通常、半径10-20 キロメートル程度。 |
| コンビニエンスストアと百貨店では商圏が異なる。コンビニの商圏は通常、徒歩2-5分、半径わずか数百メートル。百貨店のほうは通常、半径10-20 キロメートル程度。 |  | |

一言で言うと「最寄り品の商店の商圏は狭く、買回り品の商店の商圏は広い」となる。商圏は商店が扱う商品、商店の様態によって範囲が大きく異なる。日用品は近所のスーパーマーケット、コンビニエンスストア、商店街などで買うが、衣類はやや離れたショッピングセンターで、家電・PC等はさらに離れた場所の（あるいは都市中心部の大型の）家電量販店でじっくり選んで購入し、贈答品・高級品は都市中心部の特定の百貨店・専門店まで出かけてでも買うといったような使い分けがあるためである。個々の商店だけでなく商店街やショッピングセンターなど商店の集合体にも商圏がある。
その商店の周囲の交通手段、たとえばどのような一般道、バス路線、鉄道、高速道路があるかも関係し、徒歩、バス、地下鉄移動が主で密度が高い大都市圏と、自動車での移動に大きく依存する郊外・地方では、同じ商品を扱う商店であっても商圏の広さが異なる。コンビニエンスストアの商圏は通常、徒歩2~5分圏で、おおよそ半径350m程度や500m程度と言われている。駅前商店街の商圏は広くても2駅隣まで。大型スーパーならば徒歩、自転車、車などの移動時間が数十分程度の範囲。大都市中心部の百貨店の商圏は半径10-20キロメートル。
商圏人口のほうはその場所の人口密度と密接な関係がある。
新規出店や店舗運営を行う事業者にとって、商圏の見極めは非常に重要である。特に、全国など広範囲展開する専門店やフランチャイズの新店舗を展開する際には、商圏分析、商圏人口分析、需要予測、エリアマーケティングが欠かせないといわれている。
経験豊富な担当者が蓄積したデータを活用して分析するだけでなく、人工知能（AI）で採算を予測することも試みられている。
経営が成り立つ商圏人口は、消費者の変化、インターネット通販を含む小売業態間での競争、交通機関の発達（新幹線など鉄道新線や高速道路の開通）といった様々な要因で変化する。例えば、かつて「百貨店に必要な商圏人口は100万人」と言われていたが、2010年代においては商圏人口が100万人を超えていても地方や大都市郊外で百貨店が閉店されている。